# Lo Tossal (Fígols de Tremp)
Lo Tossal és una muntanya de 735,1 metres que es troba a l'antic municipi de Fígols de Tremp, ara del terme de Tremp, a la comarca del Pallars Jussà. És a llevant i bastant a prop del poble de Fígols de Tremp, al sud de la carretera C-1311, entre els punts quilomètrics 18 i 19. Separa les valls del barranc de Cambranal, al nord, i del barranc de Puigverd, al sud.